# Borotino
Borotino (makedonska: Боротино) är en ort i Nordmakedonien.   Den ligger i kommunen Krivogaštani, i den centrala delen av landet, 80 kilometer söder om huvudstaden Skopje. Borotino ligger 594 meter över havet och antalet invånare är 336.